# Chilomima clarkei
Chilomima clarkei is een vlinder uit de familie van de grasmotten (Crambidae). De wetenschappelijke naam van de soort is voor het eerst in 1956 gepubliceerd door Hans Georg Amsel.
De spanwijdte bedraagt 25 tot 35 millimeter.

## Verspreiding
De soort komt voor in Colombia, Venezuela, Brazilië en Argentinië.

## Waardplanten
De rups leeft op Manihot esculenta (Euphorbiaceae).

## Biologie
Gedurende de dag rusten de vlinders op de stam van de waardplant, met de kop naar beneden. De vrouwtjes leggen maximaal 200 eitjes op de stam. Na 4 tot 6 dagen komen de rupsjes uit het ei. Ze voeden zich met de buitenste laag van de stam. Als de rupsen het vijfde stadium hebben bereikt, dringen ze de stam van de waardplant binnen om te verpoppen. Afhankelijk van de omstandigheden duurt het rupsenstadium 32 tot 64 dagen en het poppenstadium 12 tot 17 dagen.

## Parasieten
De volgende Hymenoptera-soorten parasiteren de eitjes of de rupsen: Bracon sp., Apanteles sp., Brachymeria sp., Agathis sp. (Braconidae), Tetrastichus howardii (Eulophidae) en Trichogramma sp. (Trichogrammatidae). Volwassen dieren kunnen worden aangetast door de schimmels Metarhizium anisopliae en Beauveria bassiana.